# Комуникации в Малави
Комуникациите в Малави (особено модерните като интернет и мобилни телефони) са много слабо разпространени. Голяма част от телефонната мрежа е изградена по време на британското владение на територията.

## Телефони
Телефони в Малави: 85 000 (2003). Мобилни телефони в Малави: 135 100 (2003).

## Радио и телевизия

### Радио
Радио-честоти: 9 станции на AM и пет на FM, 2 на къси вълни (плюс трета непостоянно предаваща) (данни от 2001). Радиоприемници: 2,6 милиона (1997).

### Телевизия
Телевизионни канали: 1 (данни от 2001).

## Интернет
Интернет-код на страната: MW.
Интернет доставчици в Малави: 18 (2003). Интернет потребители: неясен, но се наблюдава тенденция на увеличаване на хората с достъп до глобалната мрежа.